# تیسوت
تیسوت نام شرکت ساعت‌سازی سوئیسی است که در سال ۱۸۵۳ توسط چارلز-فلیسن تیسوت و چارلز-امیل تیسوت در کشور سوئیس تأسیس شد.
تیسوت هفتمین برند بزرگ ساعت‌سازی جهان بوده و از پرفروش‌ترین برندهای ساعت جهان نیز به‌شمار می‌آید. همچنین در بیش از ۱۵۰ کشور جهان نمایندگی فعال داشته و از محبوبیت بالایی برخوردار است.
ساعت‌های تیسوت با کیفیتِ مشهور ساعت‌های سوئیسی و قیمتی مقرون‌به‌صرفه عرضه می‌شوند.
تیسوت هم‌اکنون زیرمجموعه گروه سواچ می‌باشد و حامی و زماندار رسمی مسابقات MotoGP ،NBA و بسیاری رقابت‌های ورزشی دیگر است.